# ミユキ蜜蜂
ミユキ 蜜蜂（ミユキ みつばち）は、日本の漫画家。千葉県出身。女性。
2025年現在、「ザ花とゆめ」（白泉社）で「野良猫と狼」、「花とゆめ」（白泉社）で
「春の嵐とモンスター」を連載中。

## 経歴
高校一年生の時に「花とゆめ」（白泉社）の月例賞（HMC）へ初投稿した作品で努力賞を受賞。しかし、「とても驚きました。でも、その後は当時の担当さんと一緒にデビューを目指していたのですが、なかなかうまくいきませんでした。」とコメントしており「花とゆめ」（白泉社）でデビューするために必要である「ビッグチャレンジ賞」の受賞に2〜3年かかったそう。
その後、19歳でデビューし「ザ花とゆめ」（白泉社）で2013年9月1日号に読み切りとしてのちの代表作である「なまいきざかり。」を掲載。さらには2018年度『白泉社電子書籍大賞』最優秀賞を受賞し、2021年度でも優秀賞を受賞。現在は「ザ花とゆめ」（白泉社）で「野良猫と狼」、「花とゆめ」（白泉社）で「春の嵐とモンスター」を連載中。「なまいきざかり。」は2022年7月には累計600万部を突破し「春の嵐とモンスター」は2025年2月には累計350万部を突破した。